# Opća bolnica Pula
Opća bolnica Pula, središnja i najveća istarska zdravstvena ustanova. U njoj radi preko 1200 zaposlenika od čega administrativno osoblje čini oko 8%. Gravitira joj preko 160 000 stanovnika. Godišnje se ovdje obavi oko 8 000 suvremenih operacijskih zahvata, hospitalizira oko 20 000 bolesnika iz cijele Istarske županije, a kroz polikliničke službe prođe godišnje preko 400 000 ljudi. U ovoj se bolnici obavljaju najsloženiji i najsuvremeniji dijagnostički i terapijski postupci sa suvremenom medicinskom tehnologijom.
Danas bolnica ima oko 150 liječnika i preko 500 medicinskih sestara. U njoj je smješteno preko 600 bolničkih postelja raspoređenih u ukupno 17 medicinskih djelatnosti. Na specijalizaciji se aktualno nalazi 42 liječnika, a na raznim postdiplomskim studijima na zagrebačkom i riječkom sveučilištu još 29 liječnika.

## Povijest
Pisani podatci o zdravstvu na području grada Pule i njegove okolice sežu unatrag 3000 godina koliko je i sam grad star. U Puli postoji pisani nadgrobni spomenik izvjesnom Aciusu Caiusu, liječniku koji besplatno liječi ljude. Podatci o početcima hospitalne zdravstvene službe u Puli potječu još iz 12. stoljeća (prvi hospicij za siromašne i stare, bolesne osobe). U 14. stoljeću je hospicij premješten unutar gradskih zidina na lokaciju pored Kaštela. Ovdje je ostao sve do 1842. godine kada je preseljen u sadašnju Ulicu Sergijevaca.
Za vrijeme francuske vlasti (1807. – 1814.) utemeljena je vojna bolnica u Vodnjanu, gdje je bilo zapovjedništvo garnizona koji je pokrivao i područje Pule (tada je grad imao oko 1000 stanovnika). Vojna bolnica nastavila je s radom u vrijeme austrijske vlasti, a ukinuta je 1894. godine.
Godine 1861. za potrebe vojske i ratne mornarice sagrađena je u gradu nova, suvremena bolnica. Tih godina je radi uređenja grada srušena bolnica u Ulici Sergijevaca. Sagrađena je nova iza samog amfiteatra, neposredno uz današnju crkvu Sv. Antuna, kapaciteta oko 150 postelja. Godine 1908. dovršena je kirurška zgrada, vremenom nadograđivana operacijskim traktom i dvoranom za fizikalno liječenje (kasnije Dijalizom). Godine 1925. bolnici je priključena zgrada ubožnice na zapadnom kraju kruga, kamo su smješteni očni, kožni i venerični odjel. Između dva svjetska rata nastala je zgrada na sjeverozapadnom uglu, gdje je do 1975. godine bila Pedijatrija, a kasnije adaptirana služba za smještaj neuroloških bolesnika. 1970-ih godina plućni odjel napustio je današnju upravnu zgradu, a uprava bolnice preselila se iz prizemlja današnjeg internog odjela u središnju zgradu, gdje se nalazi i danas. Radiologija je bila u zgradi iza kapelice, a zatim je premještena u dograđeni dio na istočnom krilu sadašnjeg internog odjela. Ovdje je bila sve do kraja 1991. godine, a premještena je u novu suvremenu zgradu na istočnoj strani bolničkog kruga skupa s bolničkim laboratorijem.
Godine 1975. predana je na upotrebu velika zgrada rodilišta i ginekologije, građena sredstvima samodoprinosa građana Pule. Njena ukupna površina je oko 11 000 kvadratnih metara i danas predstavlja jedini suvremeni dio bolnice za smještaj stacionarnih bolesnika. Tada su iskopani temelji za nastavak gradnje iste takve zgrade u nastavku na istočnoj strani, no to do danas nije ostvareno. Kako bi se iskoristio objektivno veliki prostor, u ovu se zgradu kratko iza primopredaje smjestila i Pedijatrija, a 1985. godine i Urologija.
Današnji dijagnostički blok također je građen po paviljonskom tipu, no smješten je u samoj blizini velike zgrade rodilišta i planirane buduće bolničke zgrade, koja će sadržavati gotovo sve hospitalne specijalnosti. 1970-ih godina izgrađena je zgrada na sjevernom rubu bolničkog kruga radi smještaja Transfuzije, bolničke ljekarne i Hitne medicinske pomoći. 1991. godine završen je sadašnji suvremeni bolnički ulaz za pješake i vozila. Tako su izbjegnuti stari nefunkcionalni i sve nesigurniji prometni ulazi ispod internog odjela i kasnije zgrade hitne pomoći.
Ujesen 1996. godine započela je adaptacija napuštene bivše Mornaričke bolnice za potrebe smještaja nekih odjela ove ustanove. Ovo je odabrano kao privremeno rješenje do planiranog nastavka gradnje bolničke zgrade uz istočni zid rodilišta. Službeno preseljenje i otvaranje nove lokacije bolnice (Mornaričke) izvršeno je 30. kolovoza 2000.
Niz generacija poznatih i anonimnih liječnika i medicinskih sestara gradili su ovu ustanovu tokom godina u burnim razdobljima mnogih promjena vlasti i ponavljanih ratnih zbivanja. Poslije 2. svjetskog rata gotovo cjelokupno bolničko osoblje napustilo je bolnicu, a 1947. godine prve ekipe liječnika i medicinskih sestara poslate su iz nove države kako bi se u poslijeratnim teškim uvjetima zdravstvena služba ponovno organizirala. Kratko zatim osnovan je pulski ogranak Hrvatskog liječničkog zbora. 1980-ih godina Medicinski centar postao je nastavna baza Medicinskog fakulteta u Rijeci, a pojedini liječnici postali su sveučilišni nastavnici na medicinskim fakultetima u Rijeci i Zagrebu. Srednja medicinska škola stvarala je generacije medicinskih sestara i tehničara, a nastavnici u njoj bili su oduvijek bolnički liječnici i medicinske sestre. 
Znanstvena jedinica osnovana je 1985. godine i prihvaćeni su mnogi znanstveni projekti. Publikacija Zbornik zdravstva Istre izlazila je svaku petu godinu od 1967. do danas, tako da je 1992. godine izdana šesta knjiga po redu. Ova je edicija postala nezaobilazni pisani materijal za proučavanje prošlosti i razvitka istarskog zdravstva. Edicija Turistička medicina, jedna od prvih takvih priručnika u svijetu, naišla je na veliki interes u cijeloj zemlji. 
U Domovinskom ratu sudjelovali su mnogi ovdje zaposleni liječnici, medicinske sestre i drugi, gotovo na svim bojištima širom zemlje, a preko stotinu osoba nagrađeno je Spomenicom Domovinskog rata i drugim odličjima. U ovoj su ustanovi liječeni mnogi ranjenici iz svih područja Hrvatske.

## Djelatnosti
Trenutno je Opća bolnica Pula razdijeljena na dvije lokacije u gradu, pa su i djelatnosti raspodijeljene između tih dviju lokacija, a neke se djelatnosti obavljaju na obje lokacije.
Na lokaciji u Zagrebačkoj ul. 30, tzv. staroj bolnici, obavljaju se sljedeće djelatnosti:
- Djelatnost za pedijatriju
- Djelatnost za ginekologiju i porodništvo
- Djelatnost za infektologiju i febrilna stanja
- Djelatnost za očne bolesti
- Djelatnost za bolesti uha, grla i nosa
- Djelatnost za psihijatriju
- Djelatnost za kožne i spolne bolesti
- Djelatnost za patologiju i sudsku medicinu
- Djelatnost za fizikalnu medicinu i rehabilitaciju
- Djelatnost za citologiju
- Djelatnost za nuklearnu medicinu
- Djelatnost za laboratorijsku dijagnostiku

Na lokaciji u Negrijevoj ul. 6, tzv. Mornaričkoj bolnici, obavljaju se sljedeće djelatnosti:
- Djelatnost za unutarnje bolesti
- Djelatnost za neurologiju
- Djelatnost za kirurške bolesti
- Djelatnost - Bolnička ljekarna
- Djelatnost za anesteziju i intenzivno liječenje
- Djelatnost za transfuziologiju

Na obje lokacije postoje sljedeće djelatnosti:
- Djelatnost za anesteziju i reanimaciju
- Djelatnost za laboratorijsku dijagnostiku
- Djelatnost za radiologiju
- Sterilizacija koja pripada Djelatnosti za kirurške bolesti

## Vanjske poveznice
- službeno mrežno mjesto Opće bolnice Pula